# The X Factor (tizedik évad)
A The X Factor egy brit tehetségkutató, melynek legfőbb célja, hogy új popsztárokat fedezzen fel. A műsor tizedik évada 2013. augusztus 31-én vette kezdetét az angol ITV nevű csatornán. A műsor fináléja 2013. december 15-én volt a Wembley Arénában. A műsorvezető az idei évadban is Dermot O'Leary maradt. Hozzá csatlakozott Caroline Flack és Matt Richardson, akik az ITV2-n futó háttérműsort az Xtra Factort vezetik. Gary Barlow, Nicole Scherzinger és Louis Walsh mindhárman visszatértek a műsorba a kilencedik évad sikere után. Tulisa Contostavlos nem tért vissza, ezért az ő helyét a visszatérő Sharon Osbourne vette át, aki a negyedik évadban hagyta el a műsort 2007-ben.
A válogatások márciusban kezdődtek meg a mobil válogatásokkal, az ilyen típusú jelentkezésre 23 helyszínen volt lehetőség. Ezek után a producerek előtti meghallgatások áprilisban és májusban zajlottak Londonban, Birminghamban, Cardiffban, Manchesterben és Glasgowban. A zsűri előtti meghallgatások júniusban és júliusban voltak, ugyanezekben a városokban. A 2013-as évadban két típusú válogatás volt a zsűri előtt. Az első típusú az ötödik évadig használt szoba válogatások, akik innen tovább jutottak, azok megmérettették magukat a hatodik évadtól használt formában, az arénában is.
A 10. évad első ajánlóját 2013. július 25-én tette közzé az ITV The Ultimate X Factor Mash-up címmel. A promóban a korábbi 9 évad kiemelkedő versenyzői tűntek fel, mint a One Direction, Leona Lewis, JLS, Olly Murs, Little Mix, Union J, Amelia Lily, Joe McElderry, Alexandra Burke, Cher Lloyd, Shayne Ward, Misha B és James Arthur. Az ajánlóban elmondják, hogy ez lesz a tizedik évada a műsornak.
A győztes 1 millió fontos lemezszerződést nyert és csatlakozhatott Beyoncé Knowles-hez a 2014-es turnéján.

## A zsűri és a műsorvezetők
2013. május 22-én nyilvánossá vált, hogy a zsűrit az évadban Gary Barlow, Louis Walsh, Nicole Scherzinger és Sharon Osbourne fogja alkotni. 2013. február 22-én napvilágot látott a hír, hogy Tulisa Contostavlos két évad után elhagyja a műsort és nem tér vissza a tizedik évadra. Az első hírek felröppenése után az énekesnő tagadta ezeket a híreket, ám 2013. május 9-én már szinte nyilvánvaló volt, hogy Sharon Osbourne átveszi a helyét a műsorban. Scherzinger eleinte, még nem volt biztos a visszatérésben az új albumon való munkálatai miatt, de visszatért a műsorra és az állítások szerint fizetésemelést is kapott. A műsor kitalálója és volt mentora Simon Cowell, aki jelenleg az The X Factor USA zsűritagja azt nyilatkozta, hogy szándékában áll megjelenni az élő adásokban a műsorban műholdas kapcsolat segítségével. A Tábor adások ideje alatt is megjelent a műsorban, ahol telefonon keresztül elmondta melyik zsűritag melyik kategória mentora lett. Osbourne júliusban elmondta, hogy csak erre az egy évadra tért vissza, ezután az évad után elhagyja a műsort. 2013. augusztusában Louis Walsh bejelentette, hogy a tizedik évad után ő is feláll a mentori székből.
Dermot O'Leary visszatért és immáron hetedik éve vezette a műsort az ITV-n. Caroline Flack is visszatért az Xtra Factor műsorvezetői feladataihoz, azonban műsorvezető társa Olly Murs nem vállalta a teendőket az évadban. Május 29-én bejelentették, hogy Murs helyét a humorista Matt Richardson veszi át az Xtra Factorban. Flack az élő adásokban háttér riportokat készített.

## A kiválasztás menete

### Jelentkezés és a válogatások

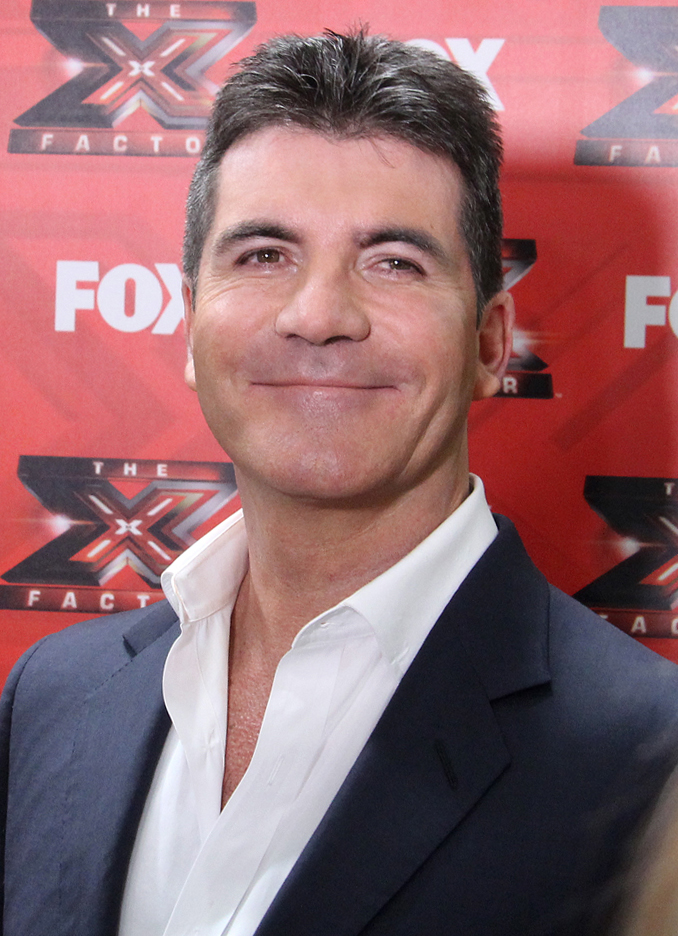
Simon Cowell, a show kitalálója

#### Mobil válogatások
Az ITV 2012. december 1-jén promózta először a 2013-as showba való jelentkezést, melyet a versenyzők 2013. március 15-ig tehettek meg.
A tavalyi év nagy sikere a Mobile Auditions idén is megrendezésre került, azokban a városokban, ahol nem volt meghallgatás a producerek előtt. Idén 23 városban volt lehetőség az ezen módon való jelentkezésre. A válogatások 2013. március 25-én kezdődtek és április 1-én fejeződtek be.

#### Producerek válogatásai
A producerek meghallgatásai 2013. április 6-án kezdődtek Londonban, majd április 16-án Birminghamban folytatódtak. A producerek 2013. április 20-án Cardiffban, április 27-én Manchesterben majd végül május 1-jén Glasgowban keresték a jövő sztárjait.

#### Meghallgatások a zsűri előtt
Az idei válogatások, az első évadokhoz hasonlóan kisebb szobákban fognak zajlani a zsűri tagjai előtt, háttér zene nélkül, ám akik továbbjutnak megmérettetik magukat nagyobb közönség előtt is. Akik itt is eredményesen szerepelnek, azok jutnak tovább a táborba.
A válogatások a kisebb szobákban június 4-én kezdődtek Glasgowban, majd ezt követi birminghami, manchesteri, londoni és a cardiffi válogató. A cardiffi válogató előtt a producerek különleges válogatást hívtak össze csapatok számára, hiszen az utolsó válogató állomás előtt még kevés csapat szerepelt a továbbjutott versenyzők között. Azok a versenyzők, akik bejutottak a londoni aréna válogatásokra július 15-18. között mérettethetik meg magukat újra a zsűri és több ezer fős közönség előtt. A válogatásokat 2013. augusztus 31-én kezdte vetíteni az ITV. Szombaton a szoba válogatások, vasárnap pedig az aréna válogatások kerültek képernyőre.
Az előző évekhez hasonlóan idén is rengeteg versenyző tért vissza a válogatásokra. Köztük volt Amy Mottram, aki 2012-ben Tulisa wild card versenyzője volt, de végül az élő show-ba a Gary által választott Chris Maloney jutott. Terry Winstanley, aki a 8. évadban Walsh mentorházáig jutott, de onnan már nem jutott tovább. Johnny Rocco a 4. évadban kapott négy nemet a zsűri tagoktól. John Adams és Curtis Golden 2011-ben a Táborban esett ki. Joseph Whelan, akit a 9. évadban a zsűri nem választott be a legjobb 24 közé, ez félháborodást is okozott a nézők körében. Melanie McCabe, aki az 5. és a 9. évadban a Táborig, a 8. évadban pedig a Mentorok házáig jutott. A Rough Copy nevű formáció is visszatért, ők tavalyeredetileg bejutottak a Mentorok házába, ám egy pénzügyi botrány miatt fel kellett adniuk a versenyt. A Dolly Rockers nevű formáció a 3. évadban a Mentorok házáig jutott.
| Város      | Szoba válogatások   | Szoba válogatások               | Aréna válogatások   | Aréna válogatások |
| Város      | Dátum               | Helyszín                        | Dátum               | Helyszín          |
| ---------- | ------------------- | ------------------------------- | ------------------- | ----------------- |
| Glasgow    | 2013. június 4.     | Hilton Glasgow Grosvenor Hotel  | N/A                 | N/A               |
| Birmingham | 2013. június 10.    | International Convention Centre | N/A                 | N/A               |
| Manchester | 2013. június 13–15. | Old Trafford                    | N/A                 | N/A               |
| London     | 2013. június 19–21. | ExCeL London                    | 2013. július 15-18. | Wembley Arena     |
| London     | 2013. július 1.     | Price Studios                   | 2013. július 15-18. | Wembley Arena     |
| Cardiff    | 2013. július 3.     | Holland House                   | N/A                 | N/A               |

### Tábor
2013. április 17-én világot látott az a hír, hogy idén megváltozik a Tábor szerkezete és fontosabb szerepet fog betölteni a műsorban, mint eddig és a külföldön való megrendezés is szóba került, ám végül a műsor ezen részét 2013. augusztus 8-11-ig a Wembley Arénában vették fel.
A megszokottaktól eltérően idén a zsűri tagjai már a Tábor első napján megtudták, hogy melyik kategória mentorai lettek. A híreket a producerek telefonon közölték a zsűrivel. Nicole Scherzinger a lányok, Gary Barlow a csapatok, Sharon Osbourne a 25 év felettiek, Louis Walsh pedig a fiúk mentora lett.
A versenyzők az első nap megtudták melyik mentorral dolgoznak a műsor további szakaszában. A második napon a versenyzőket háromfős csoportokba osztották és közösen kaptak egy dalt, amelyet közösen adtak elő. A csoportok előadását minden zsűritag végighalgatta, majd tanácskozás után a kategória mentora döntötte el, hogy ki jut tovább a harmadik napra. Ugyanezen a napon a versenyzőknek táncpróbán is részt kellett venniük. A Tábor harmadik és negyedik napján közönség is részt vett az előadásokon a Wembley Arénában, az arénában a színpad szélén hat széket helyeztek el. A versenyző előadása után a mentora elárulta, hogy tovább viszi-e őt a mentor házába, ha igen a válasz, akkor a versenyző helyet foglalhatott a hat szék egyikén. Azonban, aki a széken ült az sem volt teljes biztonságban, hiszen ameddig az adott kategória összes versenyzője színpadra nem lépett, addig a mentor mindig változtathatott azon, hogy kik ültek a székeken. Végül a hat előadó a székeken ült tovább jutott a Mentorok házába.
A Tábor epizódjai 2013. szeptember 28-29-én kerültek adásba.

### Mentorok háza
A zsűri tagjai a Tábor előtt megtudták, hogy a négy kategóriából, melyikkel fognak dolgozni, ezekkel a versenyzőkkel szeptemberben elutaztak külföldre és egy-egy vendégmentor segítségével eldöntötték hogy melyik 3-3 versenyző képviseli az adott kategóriát az élő adásokban, a helyszínek vendégmentorok és a kiesett versenyzők összegezve a táblázatban láthatóak.
Október 1-én kiderült, hogy a Kingsland nevű formációnak nevet kellett változtatnia szerzői jogok miatt, az új nevük Kingsland Road lett. A Code4 és a Rough Copy nevű formációk pedig egy-egy tagjuktól váltak meg.
A mentorok háza 2013. október 5-én és 6-án került adásba.
| Mentor             | Kategória    | Helyszín     | Vendégmentor                          | Kiesett versenyzők                          |
| ------------------ | ------------ | ------------ | ------------------------------------- | ------------------------------------------- |
| Nicole Scherzinger | Lányok       | Antigua      | Mary J. Blige                         | Relley Clark, Melanie McCabe, Jade Richards |
| Gary Barlow        | Csapatok     | New York     | Olly Murs                             | Brick City, Code 4, Xyra                    |
| Sharon Osbourne    | 25 felettiek | Los Angeles  | Robbie Williams                       | Zoe Devlin, Andrea Magee, Joseph Whelan     |
| Louis Walsh        | Fiúk         | Saint-Tropez | Nicole Appleton, Shane Filan, Sinitta | Paul Akister, Ryan Mathie, Giles Potter     |

## Élő adások
Az első élő adás 2013. október 12-én került képernyőre. Az előző évektől eltérően bevezettek egy új szabályt az élő adások idejére. A szombati adás végén 10 percre megnyitották a szavazást és aki ezen a napon a legkevesebb szavazatot kapta automatikusan az egyik párbajozó lett. A másik párbajozó a vasárnapi eredményhirdető adásban derült ki. Idén ha döntetlen volt a párbaj utáni állás, akkor a szombaton legkevesebb szavazatot kapó versenyző ment haza. A negyedik élő adástól eltörölték a Flash Vote-ot, és a régi vasárnapi rendszer állt vissza.
Az első héten Cher és Ellie Goulding lépett fel a vasárnapi eredményhirdető adásban.
Az évad fináléja 2013. december 15-én lesz a Wembley Arénában.

### Döntősök
A döntőbe jutott versenyzők:
Jelzések:
     – Nyertes
     – Második
     – Harmadik
| Kategória (Mentor)      | Versenyzők     | Versenyzők     | Versenyzők        | Versenyzők |
| ----------------------- | -------------- | -------------- | ----------------- | ---------- |
| Lányok (Scherzinger)    | Abi Alton      | Hannah Barrett | Tamera Foster     |            |
| Csapatok (Barlow)       | Kingsland Road | Miss Dynamix   | Rough Copy        |            |
| 25 felettiek (Osbourne) | Sam Bailey     | Lorna Simpson  | Shelley Smith     |            |
| Fiúk (Walsh)            | Sam Callahan   | Luke Friend    | Nicholas McDonald |            |

### Eredmények összefoglalója
Jelmagyarázat
| – | A legkevesebb szavazattal rendelkező versenyző(k), akinek/akiknek párbajozni kellett |
| – | A versenyző kiesett                                                                  |
| – | Az előadó elsőként jutott tovább                                                     |

| Versenyző         | 1. hét                           | 1. hét                           | 2. hét                           | 2. hét                           | 3. hét                               | 3. hét                               | 4. hét                            | 5. hét                       | 6. hét                          | 7. hét                            | 8. hét                           | 9. hét                        | 10. hét                                       | 10. hét                                       |                  |
| Versenyző         | Szombat                          | Vasárnap                         | Szombat                          | Vasárnap                         | Szombat                              | Vasárnap                             | 4. hét                            | 5. hét                       | 6. hét                          | 7. hét                            | 8. hét                           | 9. hét                        | Szombat                                       | Vasárnap                                      |                  |
| ----------------- | -------------------------------- | -------------------------------- | -------------------------------- | -------------------------------- | ------------------------------------ | ------------------------------------ | --------------------------------- | ---------------------------- | ------------------------------- | --------------------------------- | -------------------------------- | ----------------------------- | --------------------------------------------- | --------------------------------------------- | ---------------- |
| Sam Bailey        | 1. 23,4%                         | 2. 23,3%                         | 2. 16,8%                         | 2. 17,4%                         | 1. 27,0%                             | 1. 27,0%                             | 1. 31,1%                          | 1. 28,4%                     | 2. 26,5%                        | 1. 36,0%                          | 1. 27,4%                         | 1. 29,6%                      | 1. 38,2%                                      | Nyertes 53,4%                                 |                  |
| Nicholas McDonald | 2. 23,3%                         | 1. 23,5%                         | 1. 28,1%                         | 1. 27,1%                         | 2. 25,3%                             | 2. 24,8%                             | 2. 18,2%                          | 2. 20,2%                     | 1. 31,4%                        | 2. 23,9%                          | 2. 25,1%                         | 2. 28,2%                      | 2. 32,1%                                      | Második 36,3%                                 |                  |
| Luke Friend       | 9. 3,4%                          | 9. 3,5%                          | 7. 5,9%                          | 8. 6,0%                          | 3. 7,9%                              | 3. 7,5%                              | 6. 7,0%                           | 5. 9,0%                      | 6. 8,0%                         | 3. 13,0%                          | 4. 19,3%                         | 3. 26,7%                      | 3. 29,7%                                      | Kiesett (10. hét)                             |                  |
| Rough Copy        | 3. 18,4%                         | 3. 16,4%                         | 5. 8,6%                          | 4. 10,2%                         | 8. 6,2%                              | 6. 6,7%                              | 5. 7,5%                           | 3. 11,1%                     | 4. 8,7%                         | 6. 8,7%                           | 3. 19,7%                         | 4. 15,5%                      | Kiesett (9. hét)                              | Kiesett (9. hét)                              | Kiesett (9. hét) |
| Tamera Foster     | 6. 4,9%                          | 7. 5,1%                          | 4. 9,4%                          | 5. 9,2%                          | 4. 7,7%                              | 4. 7,3%                              | 9. 4,7%                           | 4. 10,0%                     | 5. 8,4%                         | 4. 9,3%                           | 5. 8,5%                          | Kiesett (8. hét)              | Kiesett (8. hét)                              | Kiesett (8. hét)                              | Kiesett (8. hét) |
| Hannah Barrett    | 5. 5,3%                          | 5. 5,2%                          | 3. 12,7%                         | 3. 10,4%                         | 7. 6,2%                              | 9. 5,9%                              | 3. 12,0%                          | 7. 7,1%                      | 3. 9,9%                         | 5. 9,1%                           | Kiesett (7. hét)                 | Kiesett (7. hét)              | Kiesett (7. hét)                              | Kiesett (7. hét)                              | Kiesett (7. hét) |
| Sam Callahan      | 8. 3,5%                          | 6. 5,1%                          | 8. 5,1%                          | 7. 6,6%                          | 9. 4,8%                              | 8. 6,0%                              | 4. 7,6%                           | 6. 8,0%                      | 7. 7,1%                         | Kiesett (6. hét)                  | Kiesett (6. hét)                 | Kiesett (6. hét)              | Kiesett (6. hét)                              | Kiesett (6. hét)                              | Kiesett (6. hét) |
| Abi Alton         | 4. 9,2%                          | 4. 9,0%                          | 6. 6,1%                          | 6. 6,9%                          | 5. 6,6%                              | 5. 7,1%                              | 7. 6,7%                           | 8. 6,2%                      | Kiesett (5. hét)                | Kiesett (5. hét)                  | Kiesett (5. hét)                 | Kiesett (5. hét)              | Kiesett (5. hét)                              | Kiesett (5. hét)                              | Kiesett (5. hét) |
| Kingsland Road    | 7. 3,7%                          | 8. 4,1%                          | 10. 3,6%                         | N/A                              | 6. 6,5%                              | 7. 6,6%                              | 8. 5,2%                           | Kiesett (4. hét)             | Kiesett (4. hét)                | Kiesett (4. hét)                  | Kiesett (4. hét)                 | Kiesett (4. hét)              | Kiesett (4. hét)                              | Kiesett (4. hét)                              | Kiesett (4. hét) |
| Miss Dynamix      | 10. 1,8%                         | 10. 2,2%                         | N/A                              | N/A                              | 10. 1,8%                             | N/A                                  | Kiesett (3. hét)                  | Kiesett (3. hét)             | Kiesett (3. hét)                | Kiesett (3. hét)                  | Kiesett (3. hét)                 | Kiesett (3. hét)              | Kiesett (3. hét)                              | Kiesett (3. hét)                              | Kiesett (3. hét) |
| Shelley Smith     | 12. 1,5%                         | N/A                              | 9. 3,7%                          | 9. 4,3%                          | Kiesett (2. hét)                     | Kiesett (2. hét)                     | Kiesett (2. hét)                  | Kiesett (2. hét)             | Kiesett (2. hét)                | Kiesett (2. hét)                  | Kiesett (2. hét)                 | Kiesett (2. hét)              | Kiesett (2. hét)                              | Kiesett (2. hét)                              |                  |
| Lorna Simpson     | 11. 1,6%                         | 11. 1,7%                         | Kiesett (1. hét)                 | Kiesett (1. hét)                 | Kiesett (1. hét)                     | Kiesett (1. hét)                     | Kiesett (1. hét)                  | Kiesett (1. hét)             | Kiesett (1. hét)                | Kiesett (1. hét)                  | Kiesett (1. hét)                 | Kiesett (1. hét)              | Kiesett (1. hét)                              | Kiesett (1. hét)                              |                  |
|                   |                                  |                                  |                                  |                                  |                                      |                                      |                                   |                              |                                 |                                   |                                  |                               |                                               |                                               |                  |
| Párbaj            | Simpson, Smith                   | Simpson, Smith                   | Kingsland Road, Smith            | Kingsland Road, Smith            | Barrett, Miss Dynamix                | Barrett, Miss Dynamix                | Foster, Kingsland Road            | Alton, Barrett               | Callahan, Friend                | Barrett, Rough Copy               | Foster, Friend                   | Friend, Rough Copy            | Nincs párbaj, a zsűri nem dönt, csak a nézők. | Nincs párbaj, a zsűri nem dönt, csak a nézők. |                  |
| A zsűri szavazata | ki essen ki?                     | ki essen ki?                     | ki essen ki?                     | ki essen ki?                     | ki essen ki?                         | ki essen ki?                         | ki essen ki?                      | ki essen ki?                 | ki essen ki?                    | ki essen ki?                      | ki essen ki?                     | továbbjutáshoz                | Nincs párbaj, a zsűri nem dönt, csak a nézők. | Nincs párbaj, a zsűri nem dönt, csak a nézők. |                  |
| Walsh             | Simpson                          | Simpson                          | Smith                            | Smith                            | N/A                                  | N/A                                  | Kingsland Road                    | N/A                          | megtagadta szavazást            | Barrett                           | Foster                           | Friend                        | Nincs párbaj, a zsűri nem dönt, csak a nézők. | Nincs párbaj, a zsűri nem dönt, csak a nézők. |                  |
| Osbourne          | megtagadta a szavazást           | megtagadta a szavazást           | Kingsland Road                   | Kingsland Road                   | Miss Dynamix                         | Miss Dynamix                         | Kingsland Road                    | Alton                        | N/A                             | Barrett                           | Foster                           | Friend                        | Nincs párbaj, a zsűri nem dönt, csak a nézők. | Nincs párbaj, a zsűri nem dönt, csak a nézők. |                  |
| Barlow            | Smith                            | Smith                            | Smith                            | Smith                            | Barrett                              | Barrett                              | Foster                            | Alton                        | Callahan                        | Barrett                           | Friend                           | Rough Copy                    | Nincs párbaj, a zsűri nem dönt, csak a nézők. | Nincs párbaj, a zsűri nem dönt, csak a nézők. |                  |
| Scherzinger       | Simpson                          | Simpson                          | Smith                            | Smith                            | Miss Dynamix                         | Miss Dynamix                         | Kingsland Road                    | megtagadta a szavazást       | Callahan                        | Rough Copy                        | Friend                           | Rough Copy                    | Nincs párbaj, a zsűri nem dönt, csak a nézők. | Nincs párbaj, a zsűri nem dönt, csak a nézők. |                  |
| Kiesett           | Lorna Simpson 2/3 szavazat Zsűri | Lorna Simpson 2/3 szavazat Zsűri | Shelley Smith 3/4 szavazat Zsűri | Shelley Smith 3/4 szavazat Zsűri | Miss Dynamix 2/3 szavazat Flash vote | Miss Dynamix 2/3 szavazat Flash vote | Kingsland Road 3/4 szavazat Zsűri | Abi Alton 2/2 szavazat Zsűri | Sam Callahan 2/2 szavazat Zsűri | Hannah Barrett 3/4 szavazat Zsűri | Tamera Foster 2/4 szavazat Nézők | Rough Copy 2/4 szavazat Nézők | Luke Friend 29,7% a győzelemhez               | Nicholas McDoanld 36,3% a győzelemhez         |                  |

### Az élő műsorok

#### 1. hét (október 12/13.)
- Téma: '80-as évek
- Sztárfellépők: Cher és Ellie Goulding
- Közös produkció: "Get Lucky"

| Versenyző         | Sorrend | Dal                             | Eredmény                |
| ----------------- | ------- | ------------------------------- | ----------------------- |
| Hannah Barrett    | 1.      | "What's Love Got to Do with It" | Továbbjutott            |
| Nicholas McDonald | 2.      | "True"                          | Továbbjutott            |
| Miss Dynamix      | 3.      | "Jump"                          | Továbbjutott            |
| Sam Bailey        | 4.      | "The Power of Love"             | Továbbjutott            |
| Sam Callahan      | 5.      | "Summer of '69"                 | Továbbjutott            |
| Kingsland Road    | 6.      | "I'm Your Man"                  | Továbbjutott            |
| Shelley Smith     | 7.      | "Alone"                         | A "Flash Vote" vesztese |
| Abi Alton         | 8.      | "Livin' on a Prayer"            | Továbbjutott            |
| Lorna Simpson     | 9.      | "So Emotional"                  | A "Main Vote" vesztese  |
| Tamera Foster     | 10.     | "Ain't Nobody"                  | Továbbjutott            |
| Luke Friend       | 11.     | "Every Breath You Take"         | Továbbjutott            |
| Rough Copy        | 12.     | "In the Air Tonight"            | Továbbjutott            |
| Párbaj            |         |                                 |                         |
| Shelley Smith     | 1.      | "One Night Only"                | Továbbjutott            |
| Lorna Simpson     | 2.      | There You'll Be                 | Kiesett                 |

A zsűri szavazata arról, hogy ki essen ki:
- Louis Walsh: Lorna Simpson
- Sharon Osbourne: nem szavazott
- Gary Barlow: Shelley Smith
- Nicole Scherzinger: Lorna Simpson

#### 2. hét (október 19/20.)
- Téma: Modern szerelmes dalok
- Sztárfellépők: Robin Thicke és Katy Perry
- Közös produkció: "Wake Me Up"

| Versenyző         | Sorrend | Dal                            | Eredmény                |
| ----------------- | ------- | ------------------------------ | ----------------------- |
| Sam Bailey        | 1.      | "Make You Feel My Love"        | Továbbjutott            |
| Kingsland Road    | 2.      | "Marry You"                    | A "Flash Vote" vesztese |
| Nicholas McDonald | 3.      | She's the One"                 | Továbbjutott            |
| Abi Alton         | 4.      | "Can't Get You Out of My Head" | Továbbjutott            |
| Shelley Smith     | 5.      | "Single Ladies"                | A "Main Vote" vesztese  |
| Sam Callahan      | 6.      | "I Won't Give Up"              | Továbbjutott            |
| Tamera Foster     | 7.      | "Beneath Your Beautiful"       | Továbbjutott            |
| Luke Friend       | 8.      | "Let Her Go"                   | Továbbjutott            |
| Rough Copy        | 9.      | "I Want It That Way"           | Továbbjutott            |
| Hannah Barrett    | 10.     | "Beautiful"                    | Továbbjutott            |
| Miss Dynamix      | N/A     | N/A                            | Továbbengedve           |
| Párbaj            |         |                                |                         |
| Kingsland Road    | 1.      | "Try"                          | Továbbjutott            |
| Shelley Smith     | 2.      | "Stop"                         | Kiesett                 |

A Miss Dynamix nevű formáció az egyik tag SeSe Foster betegsége miatt nem lépett fel, de a producerek döntése alapján, továbbjutottak a következő heti adásba.
A zsűri szavazata arról, hogy ki essen ki:
- Louis Walsh: Shelley Smith
- Sharon Osbourne: Kingsland Road
- Gary Barlow: Shelley Smith
- Nicole Scherzinger: Shelley Smith

#### 3. hét (október 26/27.)
- Téma: Dalok filmekből
- Sztárfellépők: The Wanted és Lady Gaga
- Közös produkció:"Locked Out Of Heaven"

| Versenyző         | Sorrend | Dal                                 | Eredmény                |
| ----------------- | ------- | ----------------------------------- | ----------------------- |
| Rough Copy        | 1       | "(Everything I Do) I Do It for You" | Továbbjutott            |
| Sam Callahan      | 2       | "All I Want Is You"                 | Továbbjutott            |
| Hannah Barrett    | 3       | "Skyfall"                           | A "Main Vote" vesztese  |
| Nicholas McDonald | 4       | "Angel"                             | Továbbjutott            |
| Abi Alton         | 5       | "Moon River"                        | Továbbjutott            |
| Miss Dynamix      | 6       | "Dreams"                            | A "Flash Vote" vesztese |
| Sam Bailey        | 7       | "My Heart Will Go On"               | Továbbjutott            |
| Kingsland Road    | 8       | "Oh, Pretty Woman"                  | Továbbjutott            |
| Luke Friend       | 9       | "Kiss from a Rose"                  | Továbbjutott            |
| Tamera Foster     | 10      | "Listen"                            | Továbbjutott            |
| Párbaj            |         |                                     |                         |
| Hannah Barrett    | 1.      | "Read All About It"                 | Továbbjutott            |
| Miss Dynamix      | 2.      | Don't You Worry Child               | Kiesett                 |

A zsűri szavazata arról, hogy ki essen ki:
- Louis Walsh: nem kellett szavazni, mert a többség már megvolt
- Sharon Osbourne: Miss Dynamix
- Gary Barlow: Hannah Barrett
- Nicole Scherzinger: Miss Dynamix

#### 4. hét (november 2/3.)
- Téma: Disco
- Sztárfellépők:
  - Szombat: Nile Rodgers és Chic
  - Vasárnap: Little Mix és Taylor Swift ft. Gary Lightbody
- Közös produkció: "A Night To Remember"

A héten nem volt Flash Vote, a szombati extra fellépés miatt idő hiány keletkezett.
| Versenyző         | Sorrend | Dal                                | Eredmény     |
| ----------------- | ------- | ---------------------------------- | ------------ |
| Luke Friend       | 1.      | "Play That Funky Music"            | Továbbjutott |
| Kingsland Road    | 2.      | "Blame It on the Boogie"           | Utolsó kettő |
| Tamera Foster     | 3.      | "Wishing on a Star"                | Utolsó kettő |
| Sam Callahan      | 4.      | "Relight My Fire"                  | Továbbjutott |
| Rough Copy        | 5.      | "September"                        | Továbbjutott |
| Abi Alton         | 6.      | "I Will Survive"                   | Továbbjutott |
| Nicholas McDonald | 7.      | "Rock with You"                    | Továbbjutott |
| Hannah Barrett    | 8.      | "Somebody Else's Guy"              | Továbbjutott |
| Sam Bailey        | 9.      | "No More Tears (Enough Is Enough)" | Továbbjutott |
| Párbaj            |         |                                    |              |
| Kingsland Road    | 1.      | "I Won't Let You Go"               | Kiesett      |
| Tamera Foster     | 2.      | "I Have Nothing"                   | Továbbjutott |

A zsűri szavazata arról, hogy ki essen ki:
- Louis Walsh: Kingsland Road
- Sharon Osbourne: Kingsland Road
- Gary Barlow: Tamera Foster
- Nicole Scherzinger: Kingsland Road

#### 5. hét (november 9/10.)
- Téma: "Big band"
- Sztárfellépők: Robbie Williams és Céline Dion
- Közös produkció: "Love Me Again"

Simon Cowell ezen héten megjelent a showban.
| Versenyző         | Sorrend | Dal                              | Eredmény     |
| ----------------- | ------- | -------------------------------- | ------------ |
| Abi Alton         | 1.      | "That's Life"                    | Utolsó kettő |
| Sam Bailey        | 2.      | "Theme from New York, New York"  | Továbbjutott |
| Nicholas McDonald | 3.      | "Dream a Little Dream of Me"     | Továbbjutott |
| Luke Friend       | 4.      | "Moondance"                      | Továbbjutott |
| Hannah Barrett    | 5.      | "It's a Man's Man's Man's World" | Utolsó kettő |
| Rough Copy        | 6.      | "Hit the Road Jack"              | Továbbjutott |
| Tamera Foster     | 7.      | "Cry Me a River"                 | Továbbjutott |
| Sam Callahan      | 8.      | "Ain't That a Kick in the Head?" | Továbbjutott |
| Párbaj            |         |                                  |              |
| Abi Alton         | 1.      | "Lego House"                     | Kiesett      |
| Hannah Barrett    | 2.      | "Wrecking Ball"                  | Továbbjutott |

A zsűri szavazata arról, hogy ki essen ki:
- Louis Walsh: nem kellett szavaznia, a többség már megvolt
- Sharon Osbourne: Abi Alton
- Gary Barlow: Abi Alton
- Nicole Scherzinger: megtagadta a szavazást

#### 6. hét (november 16/17.)
- Téma: "The Great British Songbook"
- Sztárfellépők: Gary Barlow és Miley Cyrus
- Közös produkció: "Never Forget"

| Versenyző         | Sorrend | Dal                                          | Eredmény     |
| ----------------- | ------- | -------------------------------------------- | ------------ |
| Hannah Barrett    | 1.      | "(I Can't Get No) Satisfaction"              | Továbbjutott |
| Luke Friend       | 2.      | "Your Song"                                  | Utolsó kettő |
| Sam Bailey        | 3.      | "Something"                                  | Továbbjutott |
| Rough Copy        | 4.      | "Viva la Vida"                               | Továbbjutott |
| Sam Callahan      | 5.      | "Faith"                                      | Utolsó kettő |
| Tamera Foster     | 6.      | "Diamonds Are Forever"                       | Továbbjutott |
| Nicholas McDonald | 7.      | "Someone like You"                           | Továbbjutott |
| Párbaj            |         |                                              |              |
| Luke Friend       | 1.      | "I Still Haven't Found What I'm Looking For" | Továbbjutott |
| Sam Callahan      | 2.      | "I Don't Want to Miss a Thing"               | Kiesett      |

A zsűri szavazata arról, hogy ki essen ki:
- Louis Walsh: megtagadta a szavazást
- Sharon Osbourne: nem kellett szavazni, mert a többség már megvolt
- Gary Barlow: Sam Callahan
- Nicole Scherzinger: Sam Callahan

#### 7. hét (november 23/24.)
- Téma: "The Best of The X Factor" (dalok az előző évadok versenyzőitől)[57]
- Vendég mentorok: Joe McElderry, Alexandra Burke, Shayne Ward, Little Mix, Olly Murs és Leona Lewis[58]
- Közös produkció: "Everybody in Love" a JLS-sel
- Sztárfellépők:
  - Szombat: Olly Murs
  - Vasárnap: JLS a versenyzőkkel, Mary J. Blige ft.Jessie J és One Direction

| Versenyző         | Sorrend | Dal                          | Korábbi évad versenyzője     | Eredmény     |
| ----------------- | ------- | ---------------------------- | ---------------------------- | ------------ |
| Nicholas McDonald | 1.      | "The Climb"                  | Joe McElderry                | Továbbjutott |
| Hannah Barrett    | 2.      | "Hallelujah"                 | Alexandra Burke              | Utolsó kettő |
| Luke Friend       | 3.      | "What Makes You Beautiful"   | One Direction                | Továbbjutott |
| Rough Copy        | 4.      | "Don't Let Go (Love)"        | Little Mix                   | Utolsó kettő |
| Tamera Foster     | 5.      | "Impossible"                 | James Arthur                 | Továbbjutott |
| Sam Bailey        | 6.      | "Bleeding Love"              | Leona Lewis                  | Továbbjutott |
| Párbaj            |         |                              |                              |              |
| Hannah Barrett    | 1.      | "I'd Rather Go Blind"        | "I'd Rather Go Blind"        | Kiesett      |
| Rough Copy        | 2.      | "Stop Crying Your Heart Out" | "Stop Crying Your Heart Out" | Továbbjutott |

A zsűri szavazata arról, hogy ki essen ki:
- Louis Walsh: Hannah Barrett
- Sharon Osbourne: Hannah Barrett
- Gary Barlow: Hannah Barrett
- Nicole Scherzinger: Rough Copy

#### 8. hét (november 30./december 1.)
- Téma: "Musical heroes" és "Jukebox"[60]
- Sztárfellépők: Rebecca Ferguson és James Arthur[61]
- Közös produkció: "Burn"

Ezen héten két dalt adnak elő a versenyzők, az egyik dalt a közönség választja ki.
| Versenyző         | Sorrend | Első dal                                  | Téma               | Sorrend            | Második dal                           | Téma               | Eredmény     |
| ----------------- | ------- | ----------------------------------------- | ------------------ | ------------------ | ------------------------------------- | ------------------ | ------------ |
| Nicholas McDonald | 1.      | "Just the Way You Are"                    | Nézők választása   | 6.                 | "Greatest Day"                        | Musical hero       | Továbbjutott |
| Sam Bailey        | 2.      | "How Will I Know"                         | Musical hero       | 7.                 | "Clown"                               | Nézők választása   | Továbbjutott |
| Tamera Foster     | 3.      | "We Found Love"                           | Musical hero       | 9.                 | "The First Time Ever I Saw Your Face" | Nézők választása   | Utolsó kettő |
| Luke Friend       | 4.      | "Skinny Love"                             | Nézők választása   | 8.                 | "I Will Wait"                         | Musical hero       | Utolsó kettő |
| Rough Copy        | 5.      | "Every Little Step"/"She's Got That Vibe" | Musical hero       | 10.                | "I Believe I Can Fly"                 | Nézők választása   | Továbbjutott |
| Párbaj            |         |                                           |                    |                    |                                       |                    |              |
| Tamera Foster     | 1.      | "The Voice Within"                        | "The Voice Within" | "The Voice Within" | "The Voice Within"                    | "The Voice Within" | Kiesett      |
| Luke Friend       | 2.      | "Run"                                     | "Run"              | "Run"              | "Run"                                 | "Run"              | Továbbjutott |

A zsűri szavazata arról, hogy ki essen ki:
- Louis Walsh: Tamera Foster
- Sharon Osbourne: Tamera Foster
- Gary Barlow: Luke Friend
- Nicole Scherzinger: Luke Friend

A nézői szavazatok alapján Tamera Foster esett ki.

#### 9. hét (december 7/8.)
- Téma: Elton John és Beyoncé Knowles dalok
- Sztárvendég: Michael Bublé és Leona Lewis
- Közös produkció: "Signed, Sealed, Delivered I'm Yours"

| Versenyző         | Sorrend | Beyoncé dal              | Sorrend                  | Elton John dal                             | Eredmény     |
| ----------------- | ------- | ------------------------ | ------------------------ | ------------------------------------------ | ------------ |
| Luke Friend       | 1.      | "Best Thing I Never Had" | 6.                       | "Something About the Way You Look Tonight" | Utolsó kettő |
| Nicholas McDonald | 2.      | "Halo"                   | 5.                       | "Don't Let the Sun Go Down on Me"          | Továbbjutott |
| Sam Bailey        | 3.      | "If I Were a Boy"        | 8.                       | "Candle in the Wind"                       | Továbbjutott |
| Rough Copy        | 4.      | "Survivor"               | 7.                       | "Sorry Seems to Be the Hardest Word"       | Utolsó kettő |
| Párbaj            |         |                          |                          |                                            |              |
| Luke Friend       | 1.      | "Somewhere Only We Know" | "Somewhere Only We Know" | "Somewhere Only We Know"                   | Továbbjutott |
| Rough Copy        | 2.      | "End of the Road"        | "End of the Road"        | "End of the Road"                          | Kiesett      |

A zsűri szavazata arról, hogy ki jusson tovább:
- Louis Walsh: Luke Friend
- Sharon Osbourne: Rough Copy
- Gary Barlow: Rough Copy
- Nicole Scherzinger: Luke Friend

A nézői voksok alapján Luke Friend jutott tovább.

#### 10. hét: Finálé (december 14/15.)
December 14.
- Téma: új dal; sztár duett[64]
- Közös produlció: "Lifted"
- Sztárvendégek: The Killers és Tom Odell,[65] Kitty Brucknell, 2 Shoes, Jedward, Wagner, Johnny Robinson, Diva Fever és Rylan Clark

| Versenyző         | Sorrend | Új dal              | Sorrend | Sztár duett                                                   | Eredmény     |
| ----------------- | ------- | ------------------- | ------- | ------------------------------------------------------------- | ------------ |
| Nicholas McDonald | 1.      | "Candy"             | 5.      | "Flying Without Wings" (Shane Filan-nal)                      | Továbbjutott |
| Sam Bailey        | 2.      | "The Edge of Glory" | 6.      | "And I Am Telling You I'm Not Going" (Nicole Scherzinger-rel) | Továbbjutott |
| Luke Friend       | 3.      | "We Are Young"      | 4.      | "Anything Could Happen" (Ellie Goulding-gal)                  | Kiesett      |

Az adás végén a harmadik helyen végzett Luke Friend búcsúzott a versenytől.
December 15.
- Téma: kedvenc előadás, győztes dal
- Közös produlció: "Roar"
- Sztárvendégek: Gary Barlow és Elton John, Katy Perry és a One Direction[65][66]

| Versenyző         | Sorrend | Kedvenc dal         | Sorrend | Győztes dal                | Eredmény          |
| ----------------- | ------- | ------------------- | ------- | -------------------------- | ----------------- |
| Nicholas McDonald | 1.      | "Angel"             | 3.      | "Superman (It's Not Easy)" | Második helyezett |
| Sam Bailey        | 2.      | "The Power of Love" | 4.      | "Skyscraper"               | Nyertes           |

## A győztes dala
Az idei évben a győztes dala 2013. december 16-án került a boltokba, egy nappal a győztes kihirdetése után. 2013-ban a dal indult a karácsonyi első helyezésért ellentétben az előző két évad győztes dalaival. November 24-én bejelentették, hogy a tavalyi évhez hasonlóan idén is jótékony célokra fordítják a dalból származó bevételeket, a pénzt a Together for Short Lives és Great Ormond Street Hospital kapta. A győztes dala Demi Lovato Skyscraper című dalának a feldolgozása lett, miután Sam Bailey megnyerte a versenyt.

## Nézettség
| Epizód              | Vetítés              | Nézők (millió) | Időtartam (perc) | Forrás  |
| ------------------- | -------------------- | -------------- | ---------------- | ------- |
| Válogatás 1.        | 2013. augusztus 31.  | 9.99           | 80               | [ 70 ]  |
| Válogatás 2.        | 2013. szeptember 1.  | 10.41          | 60               | [ 71 ]  |
| Válogatás 3.        | 2013. szeptember 7.  | 9.24           | 60               | [ 72 ]  |
| Válogatás 4.        | 2013. szeptember 8.  | 10.29          | 60               | [ 73 ]  |
| Válogatás 5.        | 2013. szeptember 14. | 9.77           | 60               | [ 74 ]  |
| Válogatás 6.        | 2013. szeptember 15. | 10.20          | 60               | [ 75 ]  |
| Válogatás 7.        | 2013. szeptember 21. | 9.67           | 60               | [ 76 ]  |
| Válogatás 8.        | 2013. szeptember 22. | 10.61          | 60               | [ 77 ]  |
| Tábor 1.            | 2013. szeptember 28. | 8.96           | 90               | [ 78 ]  |
| Tábor 2.            | 2013. szeptember 29. | 10.50          | 90               | [ 79 ]  |
| Mentorok háza 1.    | 2013. október 5.     | 9.60           | 110              | [ 80 ]  |
| Mentorok háza 2.    | 2013. október 6.     | 9.13           | 110              | [ 81 ]  |
| Élő show 1.         | 2013. október 12.    | 9.02           | 135              | [ 82 ]  |
| Eredményhirdetés 1. | 2013. október 13.    | 10.07          | 60               | [ 83 ]  |
| Élő show 2.         | 2013. október 19.    | 8.60           | 125              | [ 84 ]  |
| Eredményhirdetés 2. | 2013. október 20.    | 9.37           | 60               | [ 85 ]  |
| Élő show 3.         | 2013. október 26.    | 8.72           | 120              | [ 86 ]  |
| Eredményhirdetés 3. | 2013. október 27.    | 9.69           | 60               | [ 87 ]  |
| Élő show 4.         | 2013. november 2.    | 8.68           | 110              | [ 88 ]  |
| Eredményhirdetés 4. | 2013. november 3.    | 9.00           | 60               | [ 89 ]  |
| Élő show 5.         | 2013. november 9.    | 9.33           | 95               | [ 90 ]  |
| Eredményhirdetés 5. | 2013. november 10.   | 9.74           | 60               | [ 91 ]  |
| Élő show 6.         | 2013. november 16.   | 9.13           | 90               | [ 92 ]  |
| Eredményhirdetés 6. | 2013. november 17.   | 9.88           | 60               | [ 93 ]  |
| Élő show 7.         | 2013. november 23.   | 8.50           | 90               | [ 94 ]  |
| Eredményhirdetés 7. | 2013. november 24.   | 9.55           | 60               | [ 95 ]  |
| Élő show 8.         | 2013. november 30.   | 8.49           | 105              | [ 96 ]  |
| Eredményhirdetés 8. | 2013. december 1.    | 8.17           | 60               | [ 97 ]  |
| Élő show 9.         | 2013. december 7.    | 9.07           | 90               | [ 98 ]  |
| Eredményhirdetés 9. | 2013. december 8.    | 9.57           | 60               | [ 99 ]  |
| Finálé I.           | 2013. december 14.   | 9.11           | 125              | [ 100 ] |
| Finálé II.          | 2013. december 15.   | 10.20          | 120              | [ 101 ] |